# Assurance entreprise
L'assurance entreprise, aussi appelée assurance commerciale est une assurance qui vise à protéger une entreprise et la sécurité financière de son propriétaire. Elle peut couvrir les biens commerciaux (équipement, marchandise, dossiers, lieu de travail, bâtiment de l'entreprise), les véhicules commerciaux, les dommages causés à autrui, la perte de revenus, etc. En contrepartie de la police d'assurance, il arrive que les assureurs exigent de l'entreprise qu'elle prenne certaines mesures de prévention, comme l'installation d'un système d'alarme relié à une centrale.

## La gestion du risque
L'assurance entreprise demeure l'un des outils de gestion du risque (risk management) qui est simple, mais encore peu connu. Dans son document sur la Gestion du risque & Assurance d’entreprise, Tony Pozzana indique que « l’assurance est un mécanisme de partage du risque qui permet aux personnes et entreprises ayant subi une perte d’être partiellement dédommagées. » Il ne s'agit donc pas de réduire les risques, mais plutôt d'avoir un recours financier en cas de perte liée aux principaux risques en milieu d'entreprise.

## Types de couvertures de l'assurance entreprise

### Assurance des biens commerciaux
L'assurance des biens commerciaux vient financièrement protéger la perte ou l'endommagement des biens physiques de l'entreprise: le bâtiment s'il en est propriétaire, les équipements, le matériel, les produits physiques, etc. Elle correspond grossièrement à l'assurance habitation en assurance de dommage pour particuliers : elle va venir couvrir tout ce qui touche aux lieux et à l'inventaire des lieux en cas de vol ou de sinistres. Cette assurance est souvent obligatoire pour contracter un prêt avec une banque.

### Assurance des véhicules commerciaux
Il existe deux types de protection concernant les véhicules commerciaux : l'assurance auto commerciale, qui couvre le(s) véhicule(s) d'entreprise, et l'assurance transport qui couvre ce que le véhicule commercial transporte (et qui n'est pas couvert par l'assurance des biens commerciaux).

### Assurance en responsabilité civile (RC)
La responsabilité civile en entreprise couvre les dommages causés aux autres et qui sont liés à l'entreprise. Elle couvre généralement les dommages corporels et matériels, les préjudices personnels ou imputables à la publicité, les frais médicaux et les dommages causés au local ou au bâtiment loué par l'entreprise. Ce type d'assurance entre en compte lorsqu'il y a une faute de la part de l'entreprise, un préjudice et qu'un lien de causalité peut être établi entre les deux. Il y a également deux types de fautes : celle causée par une erreur, et celle causée par une négligence (une « omission d’agir, alors qu’une action aurait normalement dû être posée »). L'assurance RC des entreprises ne couvre cependant pas les dommages liés à la pratique d'une profession (médecin, dentiste, architecte, etc.). Pour être protégé en cas de malpratique, les professionnels doivent obtenir une assurance en responsabilité civile professionnelle. Il existe trois types de reponsabilité civile en entreprise: l'assurance RC exploitation, l'assurance RC après livraison ou après travaux et l'assurance RC spécifique.

#### Responsabilité civile exploitation
La responsabilité civile d'exploitation embarque lorsque les préjudices surviennent lors de la pratique des activités (quotidiennes ou occasionnelles) de l'entreprise. Par exemple, si quelqu'un se blesse dans un commerce parce qu'il y avait de l'eau sur le plancher, c'est la responsabilité civile d'exploitation qui couvrira les dommages causés au blessé.

#### Reponsabilité civile après livraison ou après travaux
« Ce genre de garantie dédommage les erreurs de conception d’un produit, les pertes financières liées à une erreur de conditionnement de la compagnie ainsi que les pertes relatives à de mauvaises recommandations ou des renseignements insuffisants. »

#### Responsabilité civile spécifique
La responsabilité civile spécifique permet d'établir une couverture spécifiquement adaptée aux besoins de l'entreprise. Par exemple, un restaurant souscrira à une police d'assurance responsabilité civile en intoxication alimentaire, tandis qu'un réparateur d'ordinateur souscrira à une police d'assurance des biens confiés.

### Autres protections
Ces autres protections sont habituellement comprises dans le contrat de base en assurance entreprise.

#### Assurance des pertes d'exploitation
- (en) Cet article est partiellement ou en totalité issu de l’article de Wikipédia en anglais intitulé « Business Interruption Insurance » (voir la liste des auteurs).

Souvent connue également sous le nom d'assurance interruption des affaires ou d'assurance perte de revenus, il s'agit d'une couverture complémentaire qui permet à l'entreprise d'être assurée sur les pertes intangibles à la suite d'un sinistre ou un problème. Par exemple, si le local de l'entreprise subit d'importants dégâts d'eau, la couverture des biens commerciaux permettra de couvrir la réparation du local et le remplacement des biens endommagés, mais pas la perte liée à la fermeture de l'entreprise pour la durée des travaux.
Les éléments suivants sont généralement couverts par ce type d'assurance :
- Les revenus: revenus qui auraient été engendrés (sur la base des états financiers des mois précédents);
- Coûts fixes: Frais d’exploitation et autres coûts toujours à charge de l’entreprise (sur la base des coûts historiques);
- Emplacement temporaire:  certaines polices couvrent les frais supplémentaires liés au déménagement et à l’exploitation de l'entreprise depuis un lieu temporaire;
- Commission et frais de formation : cette clause couvre essentiellement le coût de formation des opérateurs des machines remplacées par l’assureur;
- Dépenses supplémentaires: remboursement des dépenses raisonnables (au-delà des coûts fixes) permettant à l'entreprise de poursuivre ses activités pendant les réparations;
- Empêchements par les autorités civiles: lorsque la fermeture de locaux commerciaux imposée par le gouvernement entraîne directement une perte de revenus[10]. Les exemples incluent les fermetures forcées d'entreprises en raison de couvre-feux imposés par le gouvernement ou de fermetures de rues liées à un événement couvert[11].

#### Assurance contre le crime
L'assurance contre le crime, souvent appelée « assurance 3D », couvre les entreprises contre des préjudices financiers tels que le détournement par un employé (de fonds ou de marchandise), la disparition et le délit (souvent imputé à l'acceptation de faux billets de banque).

### Protections supplémentaires
Ces protections ne sont habituellement pas comprises dans le contrat de base, mais peuvent être négociées pour y être ajoutées selon la situation particulière de l'entreprise.

#### Assurance cyber-risque
Les cyber-risques sont de plus en plus présents:  « Depuis quatre à cinq ans, la probabilité que les cyberattaques soient efficaces, c’est-à-dire qu’elles se matérialisent, s’est fortement accrue », disait Amir Belkhelladi, associé leader de la pratique en cybersécurité, en 2015. En 2017, une étude de Statistique Canada révélait que les entreprises canadiennes avaient dû débourser 14 millions de dollars dans le secteur de la cybersécurité, que ce soit pour se protéger ou pour recouvrir d'une cyber-attaque. Un an plus tard, les cyber-risques figuraient parmi les 10 plus grandes menaces aux entreprises du baromètre d'Allianz. En 2018, une plus récente étude sur la cybercriminalité menée par Accenture a dénoté sur le marché mondial que c'étaient les entreprises américaines qui avaient subi la plus grande augmentation des coûts (27.4 millions US par entreprise). Les trois autres pays avec les plus hauts coûts sont le Japon (13.6 millions US), l'Allemagne (13.1 millions US) et le Royaume-Uni (11.5 millions US), tandis que les deux pays avec les plus faibles coûts sont le Brésil (7.2 millions US) et l'Australie (6.8 millions US).
Dans un contexte d'assurance entreprise, l'assurance cyber-risque couvre généralement la sécurité des transactions financières ainsi que la confidentialité des données personnelles des utilisateurs dans un contexte de cyberattaque. Cependant, les couvertures varient selon les assureurs et les besoins des assurés; ces derniers doivent donc porter attention à la portée de leur couverture pour s'assurer que tous les risques sont couverts (dommages matériels (ordinateurs, sites internet, etc.), perte de données, etc.).
Plusieurs personnes doutent cependant de l'efficacité d'une assurance cyber-risque; il y a encore peu de données sur les coûts associés au recouvrement d'une cyberattaque, ce qui fait que les polices d'assurance ne sont pas encore forcément représentatives des risques encourus par les entreprises, et des dommages que les assureurs sont prêts à réellement couvrir. L'affaire entre Mondelez et Zurich à la suite de l'attaque NotPetya en est un bon exemple: l'assureur a refusé de payer son assuré, prétextant que l'attaque était un "acte de guerre" de la Russie et n'était donc pas couverte. Mondelez poursuit présentement Zurich pour réclamer ses droits, considérant que la Russie a nié toute responsabilité dans l'attaque.

#### Assurance infiltration et dégâts d'eau
La majorité des dégâts d'eau en entreprise sont liés à la canalisation intérieure d'un bâtiment (gicleurs, bris de plomberie, etc.) et sont couverts par une assurance entreprise "tout risque". Ceux qui sont provoqués par une situation couverte par l'assurance sont également couverts: par exemple, si une fenêtre est brisée à la suite d'un cambriolage et que par la suite une tempête de pluie provoque une infiltration d'eau par la fenêtre brisée, les dommages causés par l'eau seront également couverts par les assurances. « Il doit y avoir un lien de cause à effet entre l’événement et le sinistre pour que la couverture d’assurance s’applique. »

##### Assurance inondation
Les inondations ne sont pas couvertes de base avec une assurance "tout risque". Il s'agit d'un avenant particulier qui doit être ajouté à la police d'assurance afin de protéger l'entreprise contre un débordement d'un cours d'eau ou d'une étendue d'eau. Toutes les entreprises ne sont pas admissibles à cette protection qui dépend de la zone géographique et de la probabilité d'être à risque d'une inondation.

##### Assurance refoulement et débordement des égouts
Si un dégât d'eau survient à la suite d'un refoulement ou un débordement des égouts, ce dernier ne sera pas automatiquement couvert. Il s'agit également d'un avenant particulier qui doit être ajouté à la police d'assurance entreprise. Dans la situation où le refoulement d'égout surviendrait à la suite d'une inondation, le sinistre sera considéré comme une inondation et l'entreprise ne sera couverte que si elle a souscrit à l'avenant la protégeant des inondations, et ce même si elle possède une protection contre le refoulement d'égouts.

## Magasiner son assurance entreprise
En général, pour souscrire une assurance entreprise, il est conseillé de consulter un agent ou un courtier d'assurance afin de s'assurer d'avoir une police adaptée aux besoins de l'entreprise. Un agent d'assurance n'offrira que les produits de la compagnie pour laquelle il travaille, tandis qu'un courtier d'assurance pourra offrir différents produits selon les compagnies avec lesquelles il est affilié.